# Nuova rivista di diritto commerciale, diritto dell'economia, diritto sociale
La Nuova rivista di diritto commerciale, diritto dell'economia, diritto sociale fu fondata da Lorenzo Mossa nel 1947 ed era edita a Pisa; il primo volume contiene gli scritti del biennio 1947/48.
Nella presentazione Lorenzo Mossa scrive che "la rivista va tutta naturalmente al diritto sociale"; a proposito del diritto dell'economia, Mossa dice che "è nato nel grembo dello stesso diritto commerciale" e che poi "ha invaso tutti i settori del diritto marcando nella stessa Carta della repubblica, il carattere popolare e sociale della sua esistenza".
Pubblica, oltre ad innumerevoli scritti dello stesso Mossa, rassegne ed articoli dei massimi autori del periodo, tra cui Pugliatti, Betti, Gangi, Funaioli, Andreoli, G. Ferri, Satta, Jemolo, Casanova ecc.
Ospita molti scritti di autori stranieri, tra cui nel primo volume importantissimo quello del francese Tunc, sulla distinzione tra obbligazioni di mezzi e di risultato, perché introduce in Italia la distinzione poi oggetto degli studi di Luigi Mengoni.
Cessa però nel 1957 alla morte del suo fondatore; gli allievi, nel commiato "dieci anni dopo", raccontano di uno scritto di Mossa dal medesimo titolo, diretto a rifondare la rivista; con la sua morte decidono invece di chiuderla.